# Відносна величина
Відносна величина (англ. relative quantity) — відношення фізичної величини до однорідної величини, яка прийнята за базову.
Відносні величини знайшли широке застосування в науці і техніці. До таких величин належать, зокрема, відносне подовження, відносна діелектрична і магнітна проникність, коефіцієнт корисної  дії, число Маха, коефіцієнт тертя тощо. До числа відносних величин відносяться також відносні атомні чи молекулярні маси хімічних елементів.
Відносні величини є величинами з розмірністю одиниця, іншими словами - безрозмірнісними. Одиницями вимірювання таких величин є числа. Іноді цим числам надають спеціальні назви як, наприклад, відсоток або процент (позначення %) — 0,01, проміле (позначення ‰) — 10−3, мікрограм на кілограм для масової частки (позначення мкг/кг) — 10−9 тощо.
Когерентною одиницею вимірювання відносної величини в будь-якій системі одиниць, в тому числі в системі SI, є число один (1). Найменування і позначення одиниці вимірювання один зазвичай не вказують. Приклад: коефіцієнт заломлення даного скла становить 1,32.